# Zebrias annandalei
Zebrias annandalei är en fiskart som beskrevs av Purnesh Kumar Talwar och Chakrapany, 1967. Zebrias annandalei ingår i släktet Zebrias och familjen tungefiskar. Inga underarter finns listade i Catalogue of Life.
Arten förekommer i havet vid östra Indien. Den vistas nära kusten. Individerna blir upp till 14,3 cm långa.
Det är inget känt om populationens storlek och möjliga hot. IUCN listar arten med kunskapsbrist (DD).